# マリオネット
マリオネット（フランス語:  marionnette、英語: marionette）は、人形劇でよく使われる操り人形の一つであり、特に糸で操るものを指す。日本では糸操り人形（いとあやつりにんぎょう）とも言う。
マリオネットの語源はフランス語においての「マリオ」「マリア」の親愛形である。ただし、フランス語のマリオネット (marionnette) は、糸操り人形に限定されず、英語のパペット (puppet) と同義で、動かして楽しむ人形全般を意味する。

## マリオネットを使った作品
マリオネットを扱った有名な話として『ピノキオ』が上げられる。
映画『サウンドオブミュージック』（1965年）では、「ひとりぼっちの羊飼い」の曲に合わせて、子どもたちがマリオネットを使って人形劇を演じるシーンが印象深い（Bil Bairdが監修）。
『サンダーバード』の作者として知られるジェリー＆シルヴィア・アンダーソン夫妻によってスーパーマリオネーション (supermarionation) と呼ばれる、顔に使う部品もコントロールできる技術も開拓されている。
『からくりサーカス』には、人間サイズ（ないしはそれより大型）のマリオネットが武器として多数登場する。
フランスの劇団ロワイヤル・ド・リュクスの作品『スルタンの象と少女』は、ラ・マシンが作った10メートル前後の巨大人形を数十人の人間で、街中で動かす人形劇である。

### 日本のマリオネット劇団
- 糸あやつり人形劇団　みのむし
- かわせみ座
- 人形劇団　ココン
- 江戸糸あやつり人形　結城座
- 糸あやつり人形　一糸座
- ヒダマリオネット

### 日本のマリオネット専門店
- Puppet House/パペットハウス